# Pietra panchina

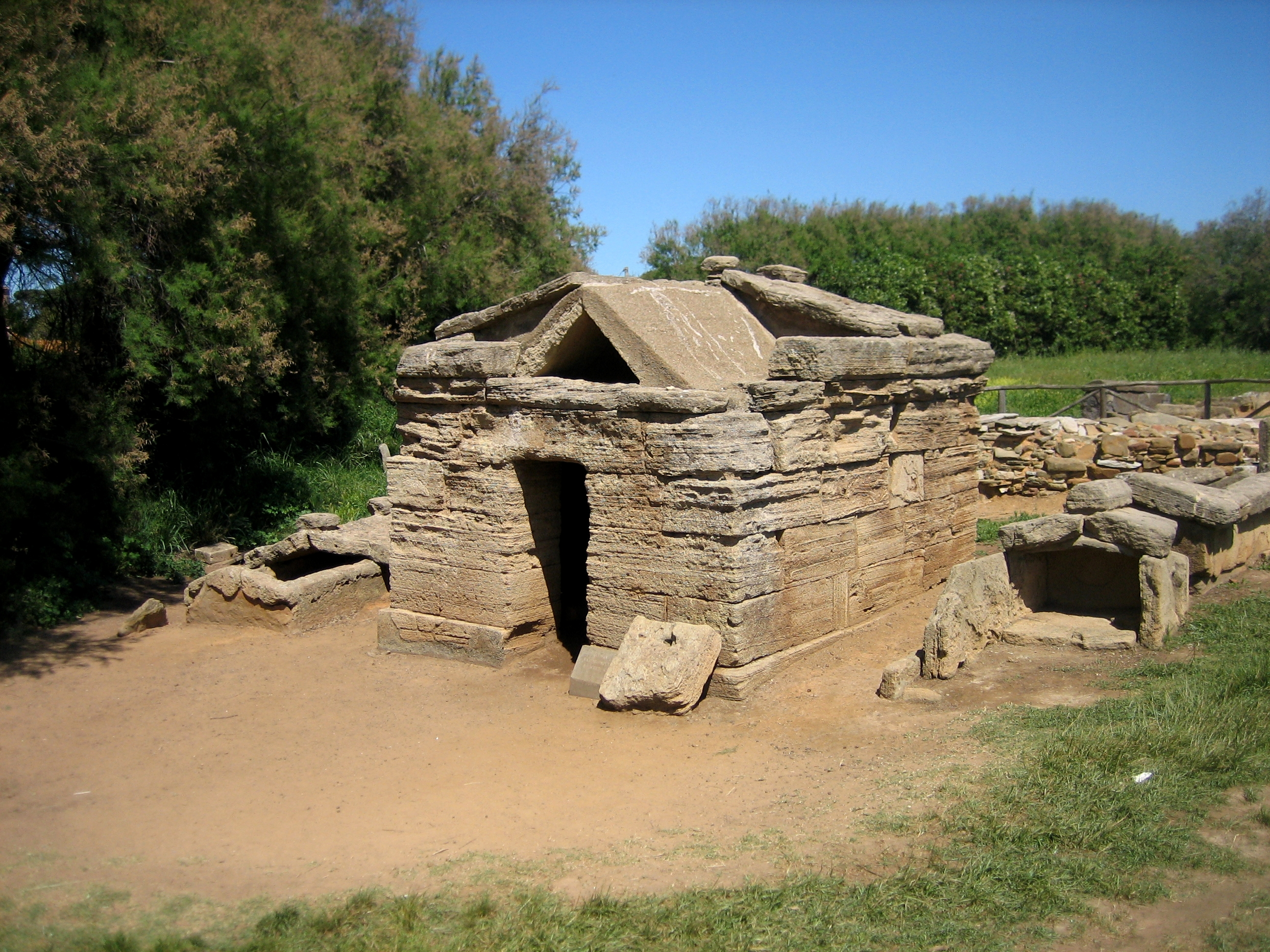
Tomba della necropoli di Populonia con murature in pietra panchina

La panchina è una pietra arenaria tipica della Toscana occidentale e presente in due varietà: livornese e volterrana.
Si tratta di una calcarenite di colore giallastro ed è costituita da sabbia medio-grossolana e cementazione calcarea; piuttosto leggera e di facile lavorabilità, presenta un aspetto ruvido e molto poroso e contiene fossili marini spesso visibili ad occhio nudo. Acquista durezza e resistenza dopo prolungata esposizione all'esterno e si è dimostrata durevole nel tempo.
La panchina del litorale labronico, affiorante lungo la costa, veniva estratta a sud di Livorno fino a Castiglioncello, mentre oggi non risulta più coltivata. Fu sfruttata fin dal tempo degli Etruschi per ricavarne tombe ipogee (località "le Grotte" e "le Fate" che corrispondono anche a siti estrattivi) o a capanna (Populonia).
La troviamo in seguito nella Lucca romana e longobarda. A Pisa la troviamo nella parte bassa delle mura medievali e nelle murature delle chiese di San Paolo a Ripa d'Arno, San Pietro a Grado, San Zeno, San Sisto e San Frediano e nelle voltine del loggiato della Torre pendente. A Livorno, si può ritrovare nell'ultimo cerchio di mura.
A Volterra, l'altro litotipo della panchina è stata utilizzato anch'esso come materiale da costruzione, fino da epoca etrusca e romana come dimostrano, per esempio, le antiche mura etrusche e la Piscina Romana.
Presenta diverse varietà, tra cui una di grana più fine e colore bianco utilizzato anche per urne cinerarie. Nella città di Volterra la ritroviamo sia per la muratura dei palazzi che per i lastricati stradali. Attualmente non viene più coltivata, con conseguenti difficoltà nei restauri storici. Questa pietra è stata usata da Giuseppe Cappellini nel 1845 per la costruzione del grande portico a cinque arcate del complesso denominato " Casini d'Ardenza".